# ترساندینو
ترساندینو (به اسپانیایی: Torresandino) یک شهرستان در اسپانیا است که در کاستیا و لئون واقع شده‌است.

## خصوصیات
ترساندینو ۹۳ کیلومترمربع مساحت و ۸۰۸ نفر جمعیت دارد و ۸۵۸ متر بالاتر از سطح دریا واقع شده‌است.